# Momotombo
Le Momotombo est un volcan de type stratovolcan situé à proximité de la ville de León au Nicaragua sur la rive du lac de Managua. Il s'élève à 1 297 mètres d'altitude. C'est un volcan relativement jeune d'environ 4 500 ans aux éruptions stromboliennes.

## Toponymie
Dans la langue des premiers habitants amérindiens, Momotombo signifie le « grand sommet bouillant ».

## Géographie
Il fait partie de la cordillère des Maribios dont il est, avec le Momotombito (Petit Momotombo), le volcan situé le plus au sud-est. La cordillère résulte de la subduction de la plaque océanique de Cocos (océan Pacifique), qui passe sous la plaque caraïbe (Amérique centrale, mer des Caraïbes, arc des Caraïbes).
En plus de son cône principal, le Momotombo présente plusieurs cônes adventifs nommés Cerro Colorado, Cerro Montoso et Cerro las Palomos, ainsi que la caldeira Monte Galán et un dôme de lave, le Loma la Guatusa, tous compris entre 320  et 530 m d'altitude. Le jeune cône du Momotombito (391 m d'altitude) forme une île au large du lac Managua par 12° 28′ 19″ N, 86° 36′ 11″ O.

## Histoire éruptive
- Environ 4500 av. J.-C. - Naissance du Momotombo.
- 1522 - Activité éruptive marquée.
- 1609 - Éruption précédée de nombreux tremblements de terre dans cette région. La ville de León Viejo est endommagée mais pas détruite. Les habitants décident de la déplacer en 1610 à l'endroit occupé actuellement par la ville de León à 35 km. Les ruines de l'ancienne cité sont conservées à León Viejo.
- 1764 - Forte éruption.
- 1870 - Grondements puissants et prolongés.
- 1885 - En octobre, beaucoup de fumée et grondements toutes les 15 minutes.
- 1886 - En février, un foyer est observé dans le cratère pendant plusieurs nuits. Le 20 mai, le volcan explose, projetant de grandes quantités de fumée et de cendres à l'ouest et de la lave vers Managua. Le 23, les villes de León, Corinto et Chinandega sont complètement envahies par un épais nuage de cendres provenant du volcan en éruption[2].
- 1905 - Après un calme relatif depuis 1886, l'éruption de 1905 émet une coulée de lave qui, aujourd'hui solidifiée, est encore visible.
- 1918 - Au cours du mois d'avril, le volcan vomit beaucoup de fumée.
- 2005 - Activité sismique, magnitude 3 sur l'échelle de Richter.
- 2014 - Activité sismique, magnitude 6,2 sur l'échelle de Richter

- 2015-2016 :

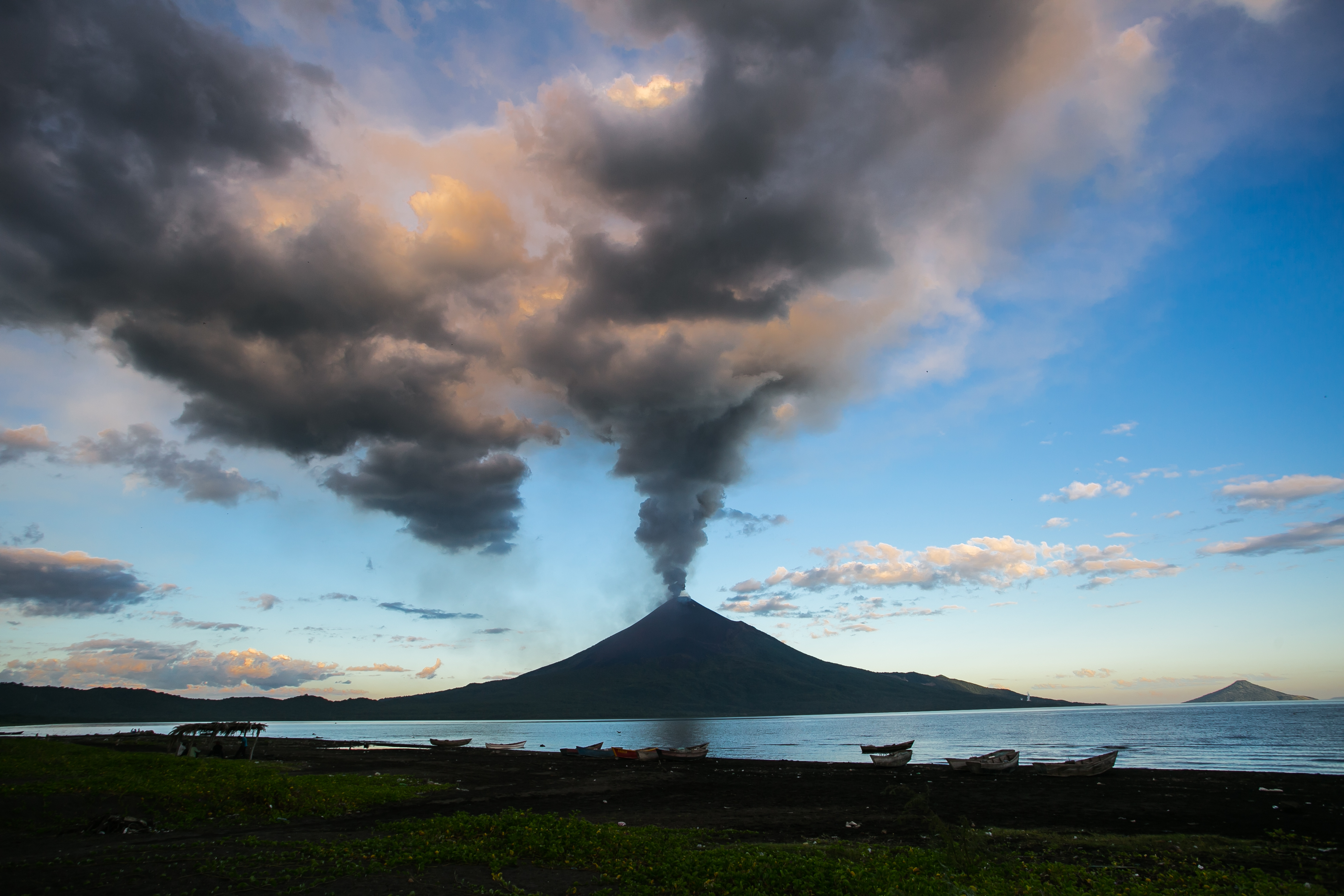
Éruption le 2 décembre 2015.

  - Le 1er décembre 2015, après 110 ans de calme, une éruption libère des cendres, des gaz et de la lave. L'activité strombolienne se poursuit pendant plusieurs mois.
  - Le 3 janvier 2016 à 4 h 22 du matin, une explosion de gaz et de matières incandescentes, sans causer de dommages[3].
  - Le 27 février 2016 à 21 h 1, une forte éruption ébranle les toits de la ville de León[4].

Le Momotombo comme les principaux volcans du pays est sous la surveillance constante de l'INETER (Instituto nicaragüense de estudios territoriales).

## Activités

### Géothermie
Un important champ géothermique est situé sur le flanc sud du volcan. La vapeur du volcan est utilisée pour la production d'électricité grâce aux installations de la centrale géothermique « Momotombo », composée de deux turbines à vapeur de 35 MW chacune. Bien qu'une seule turbine soit en service, en raison d'un manque de vapeur, le Nicaragua grâce à cette centrale a abaissé ses importations de pétrole de 90 000 tonnes par an et a réussi à réduire ses émissions annuelles de CO2 de 120 000 tonnes.

### Tourisme
C'est un site touristique très prisé par les amateurs d'aventure extrême, puisqu'il est possible de monter à son sommet et même d'y passer la nuit. Le sommet offre une vue spectaculaire sur l'océan Pacifique, le complexe volcanique du Masaya, le lac Nicaragua et l'île d'Ometepe avec ses deux volcans, le Concepción, actif, et le Maderas, sans activité historique.
Pour gravir la montagne, il faut une autorisation. Après avoir traversé la centrale géothermique, il faut suivre un sentier facilement balisé jusqu'à la limite des arbres. Ensuite, en raison de la nature active du volcan et des glissements de terrain, le parcours de la limite des arbres jusqu'au sommet évolue constamment.

## Dans la culture
La montagne est très symétrique et sa forme est un symbole du Nicaragua, qui apparaît aussi bien sur des boîtes d'allumettes ou des timbres-poste, que dans les peintures murales révolutionnaires. Ce volcan était très populaire avant le début de la Première Guerre mondiale.
Victor Hugo a écrit un poème intitulé Les Raisons du Momotombo, inclus dans le recueil La Légende des siècles, où il dénonce la colonisation espagnole des Amériques.
Le poète nicaraguayen Rubén Darío (1867-1916) lui a dédié le poème Momotombo dans son recueil El canto errante.
Le diplomate américain et archéologue amateur Ephraim George Squier (1821-1888) a fait remarquer à propos du volcan Momotombo qu'il « n'avait pas été sanctifié » en gardant son nom indigène.
Pedro Arias Dávila, dans une lettre au roi Charles Quint datée du 10 avril 1525, l'informe de la fondation de la ville de León et de la construction d'une église dans cette ville, dans la province d'Imabite pour les 15 000 habitants de ses environs. Il décrit le volcan Momotombo, son activité, les caractéristiques géographiques et les sources d'eaux thermales.

Timbres-poste de 1900 représentant le Momotombo.
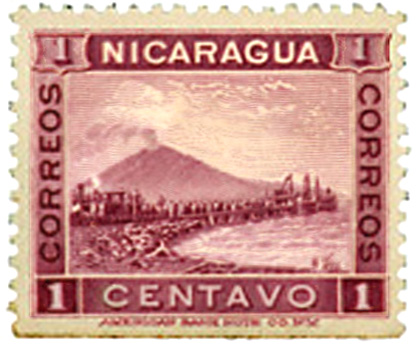
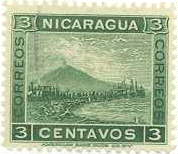
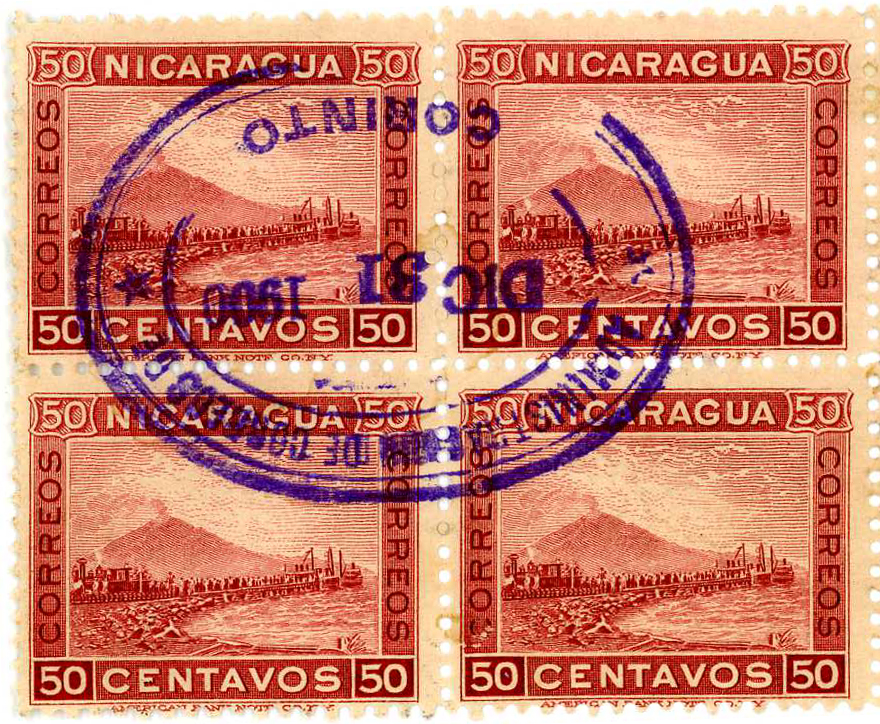